# Vogelsbergkreis
Vogelsbergkreis är ett distrikt (Landkreis) i mellersta delen av det tyska förbundslandet Hessen.
1. ↑  hämtat från: italienskspråkiga Wikipedia.[källa från Wikidata]
2. ↑  hämtat från: tyskspråkiga Wikipedia.[källa från Wikidata]